# Ricardo Rojas Trujillo
Ricardo Francisco Rojas Trujillo (Vallenar, 7 de mayo de 1974) es un exfutbolista, entrenador y político chileno.

## Trayectoria Futbolística
Comenzó su carrera profesional en su país natal, jugando en Deportes La Serena entre los años 1990 y 1993. Tras eso, firmó con Unión Española, donde estuvo entre 1994 y 1997. 
Después de su etapa en Unión Española, fue transferido a Universidad de Chile durante la temporada 1997. En el cuadro universitario estuvo hasta el final de la temporada 2000, donde ganó el bicampeonato.
Luego de su paso por los azules, fue fichado por el América de México; donde se mantuvo desde 2001 hasta 2007, con excepción de un préstamo de seis meses en 2004 en Universidad Católica. Durante su estancia en México, Rojas ganó dos campeonatos con su club (Verano 2002 y Clausura 2005) y llegó a la final de la Copa Sudamericana 2007, final que Rojas jugó ante Arsenal de Sarandí, pero tras empatar en goles (perdiendo 2-3 en la ida y ganando 2-1 en la vuelta), perdió la final por la regla del gol de visitante.
En 2008 fue transferido al club chileno Colo-Colo, donde no logró continuidad, por lo que en enero de 2009 fue dejado en libertad de acción, fichando dos meses después en el Club Necaxa. En el Clausura 2009 el Necaxa perdió la categoría al descender a la Primera División "A", tras lo cual regresó a las filas del América de cara al Torneo Apertura 2009.
En 2010 ficha por el club que lo vio nacer, Deportes La Serena.  
Durante la temporada 2011 regresa a México, esta vez para jugar por los Tiburones Rojos de Veracruz de la Liga de Ascenso. 

### Participación en el Mundial de Clubes
| Copa                                   | Sede  | PJ | Goles | Resultado |
| -------------------------------------- | ----- | -- | ----- | --------- |
| Copa Mundial de Clubes de la FIFA 2006 | Japón | 3  | 1     | 4º Lugar  |

## Selección nacional

### Selección juvenil
Fue nominado a la selección sub-20 para el Sudamericano Sub-20 de 1991, quedando eliminado en primera ronda.

#### Participaciones en sudamericanos
| Torneo                      | Sede      | Resultado    |
| --------------------------- | --------- | ------------ |
| Sudamericano Sub-20 de 1991 | Venezuela | Primera fase |

### Selección adulta
Fue constantemente nominado a la selección chilena, debutando el 16 de noviembre de 1994 en la derrota por 0-3 ante Argentina. Jugó 46 partidos oficiales, marcando un gol.

#### Participaciones en Copa América
| Torneo            | Sede     | Resultado        | PJ | Goles |
| ----------------- | -------- | ---------------- | -- | ----- |
| Copa América 1997 | Bolivia  | Primera Fase     | 3  | 0     |
| Copa América 2001 | Colombia | Cuartos de final | 4  | 0     |

#### Participaciones en eliminatorias a la Copa del Mundo
| Eliminatoria                     | Sede                | Resultado   | Posición | Partidos |
| -------------------------------- | ------------------- | ----------- | -------- | -------- |
| Clasificatorias Francia 1998     | Francia             | Clasificado | 4.º      | 1        |
| Clasificatorias Corea Japón 2002 | Corea del Sur Japón | Eliminado   | 10.º     | 8        |
| Clasificatorias Alemania 2006    | Alemania            | Eliminado   | 7.º      | 14       |

## Clubes

### Como jugador
| Club                            | País   | Año       |
| ------------------------------- | ------ | --------- |
| Deportes La Serena              | Chile  | 1990-1993 |
| Unión Española                  | Chile  | 1994-1997 |
| Universidad de Chile            | Chile  | 1997-2000 |
| América                         | México | 2001-2007 |
| → Universidad Católica (cedido) | Chile  | 2004      |
| Colo-Colo                       | Chile  | 2008      |
| Necaxa                          | México | 2009      |
| → América (cedido)              | México | 2009      |
| Deportes La Serena              | Chile  | 2010      |
| Veracruz                        | México | 2011      |

### Como entrenador
Datos actualizados al 26 de noviembre de 2022.
| Club              | País  | Año       | PJ  | PG | PE | PP | Rendimiento |
| ----------------- | ----- | --------- | --- | -- | -- | -- | ----------- |
| Unión Compañías   | Chile | 2017-2020 | 100 | 52 | 22 | 26 | 59.33%      |
| Provincial Ovalle | Chile | 2020-2022 | 42  | 21 | 9  | 12 | 57.14%      |
| Total             | Total | Total     | 142 | 73 | 31 | 38 | 58.69%      |

## Palmarés

### Campeonatos nacionales
| Título               | Club                 | País   | Año    |
| -------------------- | -------------------- | ------ | ------ |
| Copa Chile           | Universidad de Chile | Chile  | 1998   |
| Primera División     | Universidad de Chile | Chile  | 1999   |
| Copa Chile           | Universidad de Chile | Chile  | 2000   |
| Primera División     | Universidad de Chile | Chile  | 2000   |
| Primera División     | América              | México | 2002   |
| Primera División     | América              | México | 2005   |
| Campeón de Campeones | América              | México | 2005   |
| Primera División     | Colo-Colo            | Chile  | 2008-C |

### Copas internacionales
| Título            | Club    | País   | Año  |
| ----------------- | ------- | ------ | ---- |
| Copa de Gigantes  | América | México | 2001 |
| Copa de Campeones | América | México | 2006 |

(*) Incluyendo la selección

## Trayectoria política
En marzo de 2012 anuncia el lanzamiento de su candidatura a concejal por la comuna de La Serena, apoyado por la UDI. En las elecciones efectuadas el 28 de octubre de 2012 alcanzó una votación de 2343 votos, lo cual no le alcanzó para ser electo.
Sin embargo, la concejala electa Mary Yorka Ortiz es sancionada con una suspensión de diez años para ejercer cargos públicos, producto de que fue sentenciada por el cargo de negociación incompatible. Ricardo Rojas es quien debe tomar su lugar al ser el candidato que recibió la votación más alta entre los candidatos que no resultaron electos.
Es así como el 6 de marzo de 2013 jura como concejal de La Serena en reemplazo de su colega de partido.